# آب‌نمای نپتون، بولونیا

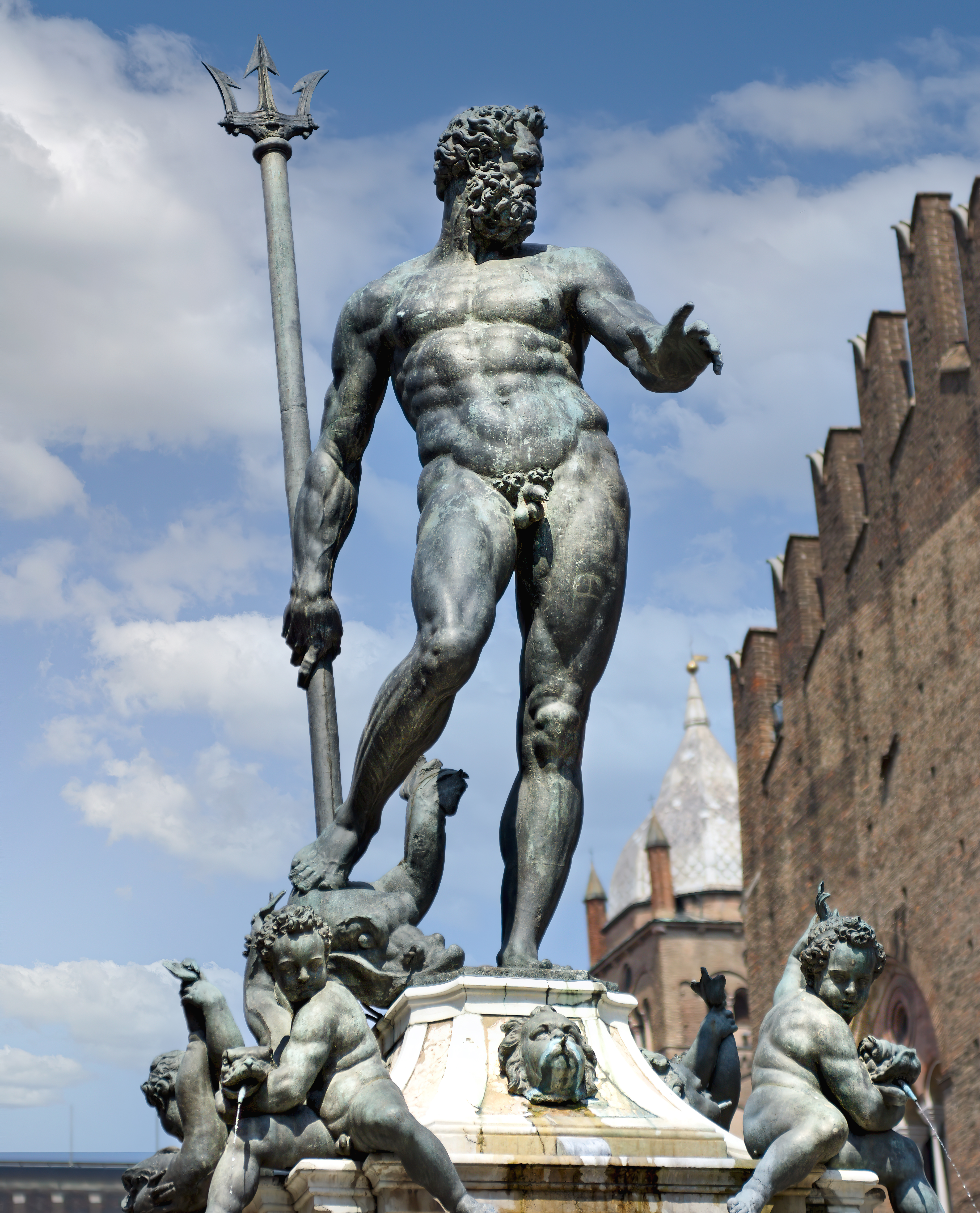
نمایی از آب‌نمای نپتون در شهر بولونیا

آب‌نمای نپتون، بولونیا (به انگلیسی: Fountain of Neptune, Bologna)
 آب‌نمای بسیار مشهور و دارای ارزش هنری و تاریخی در شهر بولونیا ایتالیا است. این اثر هنری آمیزه‌ و استعاره‌ای از تکلف‌گرایی قرن ۱۶ در ایتالیا است